# Dance Prelude (Smith)
Dance Prelude is een compositie voor harmonieorkest van de Amerikaanse componist Claude T. Smith.
Het werk werd op langspeelplaat opgenomen door de Central Missouri State University Concert Band.